# 1957년 파리 NATO 정상회의
1957년 파리 NATO 정상회의는 회원국 지도자들이 한자리에 모인 첫 NATO 정상회의였다. 프랑스 파리에서 공식 회의와 비공식 회의가 1957년 12월 16일부터 19일까지 열렸다. 이는 1949년 4월 4일 북대서양 조약의 의례적 서명 이후 두 번째로 NATO 국가원수들이 만난 자리였다.

## 배경
1957년 정상회의 당시, NATO 회원국들은 뉴욕 타임스 등이 관계의 중요한 "교차로"라고 불렀던 시점에 있었다. 이 정상회의는 특히 소련에 대한 미국의 핵 우위가 희미해지는 상황에서 "서유럽 방어 전략의 관계 재검토"를 위해 기획되었다. 이 정상회의는 러시아의 스푸트니크 위성 발사에 대한 미국의 주요 외교적 대응으로 여겨졌다.
유럽에 중거리 탄도 미사일(IRBM)을 배치하는 것에 대한 만장일치 원칙적 동의는 소련과의 외교 협상을 강조하기로 한 결정과 균형을 이루었다. 이러한 양면 전략의 비준은 정상회의의 성과 중 하나였다. 영국 총리 해럴드 맥밀런은 국제 안정에 대한 위협에 대처하는 "이중 트랙" 접근 방식을 추진하는 지도자였다. 그는 군사적 의제와 정치적 의제라는 두 가지 별개이지만 병행하는 의제를 주장했다.
정상회의 논의 결과, 미국이 NATO가 채택해야 한다고 주장했던 도전적인 입장이 희석되었다.

## 의제
일반적인 논의는 국제 정책에서 갈등을 완화하고 경제 협력을 더욱 장려하기 위한 협력의 필요성에 초점을 맞췄으며, 다음을 포함한다.
- 기본 목적 재확인
- 대서양 동맹의 단합 확인
- NATO 군대의 조정 및 조직 개선
- 정치적 협의의 조정 및 조직 개선
- 긴밀한 경제적 유대의 필요성 인식[1]
- 회원국 내 전술 핵무기 배치 및 비핵지대[7]

## 같이 보기
- EU 정상회의
- G8
- 툴레게이트
- 프랑스-북대서양 조약 기구 관계

## 참고 문헌
- Nash, Philip. (1997). The other missiles of October: Eisenhower, Kennedy, and the Jupiters, 1957-1963. Chapel Hill: 노스캐롤라이나 대학교 출판부. ISBN 978-0-8078-4647-6
- Thomas, Ian Q.R. (1997). The promise of alliance: NATO and the political imagination. Lanham: 로먼 & 리틀필드. ISBN 978-0-8476-8581-3; OCLC 36746439
- White, Brian. (1992). Britain, détente, and changing East-West relations. London: 라우틀리지. ISBN 978-0-415-07841-2